# Magyarország a 2003-as atlétikai világbajnokságon
Magyarország a franciaországi Párizsban megrendezett 2003-as atlétikai világbajnokság egyik részt vevő nemzete volt. Az ország a világbajnokságon 21 sportolóval képviseltette magát, akik összesen 2 érmet szereztek.

## Érmesek
| Érem      | Versenyző      | Versenyszám   | Dátum         |
| --------- | -------------- | ------------- | ------------- |
| Ezüstérem | Annus Adrián   | Kalapácsvetés | augusztus 25. |
| Ezüstérem | Fazekas Róbert | Diszkoszvetés | augusztus 26. |

## Eredmények

### Férfi
| Versenyző                                          | Versenyszám     | Selejtező | Selejtező | Selejtező | Előfutam | Előfutam | Előfutam | Elődöntő | Elődöntő | Elődöntő | Döntő   | Döntő    |
| Versenyző                                          | Versenyszám     | Idő       | Hely.     | Össz.     | Idő      | Hely.    | Össz.    | Idő      | Hely.    | Össz.    | Idő     | Helyezés |
| -------------------------------------------------- | --------------- | --------- | --------- | --------- | -------- | -------- | -------- | -------- | -------- | -------- | ------- | -------- |
| Németh Roland                                      | 100 m           | 10,37     | 2.        | 36.       | 10,40    | 7.       | 28.      | kiesett  | kiesett  | kiesett  | kiesett | kiesett  |
| Dobos Gábor                                        | 100 m           | 10,22     | 3.        | 15.       | 10,34    | 8.       | 26.      | kiesett  | kiesett  | kiesett  | kiesett | kiesett  |
| Pauer Géza                                         | 200 m           | 21,02     | 5.        | 38.       | kiesett  | kiesett  | kiesett  | kiesett  | kiesett  | kiesett  | kiesett | kiesett  |
| Szeglet Zsolt                                      | 400 m           |           |           |           | 46,14    | 4.       | 33.      | kiesett  | kiesett  | kiesett  | kiesett | kiesett  |
| Szeglet Zsolt Pauer Géza Dobos Gábor Gyulai Miklós | 4 × 100 m       |           |           |           | kizárva  | kizárva  | kizárva  | kiesett  | kiesett  | kiesett  | kiesett | kiesett  |
| Tóth János                                         | 50 km gyaloglás |           |           |           |          |          |          |          |          |          | kizárva | kizárva  |

| Versenyző       | Versenyszám   | Selejtező             | Selejtező             | Döntő    | Döntő     |
| Versenyző       | Versenyszám   | Eredmény              | Helyezés              | Eredmény | Helyezés  |
| --------------- | ------------- | --------------------- | --------------------- | -------- | --------- |
| Biber Zsolt     | Súlylökés     | 18,99 m               | 27.                   | kiesett  | kiesett   |
| Kővágó Zoltán   | Diszkoszvetés | 61,31 m               | 19.                   | kiesett  | kiesett   |
| Máté Gábor      | Diszkoszvetés | érvényes dobás nélkül | érvényes dobás nélkül | kiesett  | kiesett   |
| Fazekas Róbert  | Diszkoszvetés | 66,44 m               | 6.                    | 69,01 m  | Ezüstérem |
| Annus Adrián    | Kalapácsvetés | 78,20 m               | 6.                    | 80,36 m  | Ezüstérem |
| Botfa Péter     | Kalapácsvetés | 74,75 m               | 19.                   | kiesett  | kiesett   |
| Horváth Gergely | Gerelyhajítás | 74,76 m               | 19.                   | kiesett  | kiesett   |

| Versenyző        | Versenyszám | 100 m | 100 m | Távolugrás | Távolugrás | Súlylökés | Súlylökés | Magasugrás | Magasugrás | 400 m | 400 m | 110 m gát | 110 m gát | Diszkoszvetés | Diszkoszvetés | Rúdugrás | Rúdugrás | Gerelyhajítás | Gerelyhajítás | 1500 m  | 1500 m  | Végeredmény | Végeredmény |
| Versenyző        | Versenyszám | Idő   | Pont  | Eredmény   | Pont       | Eredmény  | Pont      | Eredmény   | Pont       | Idő   | Pont  | Idő       | Pont      | Eredmény      | Pont          | Eredmény | Pont     | Eredmény      | Pont          | Idő     | Pont    | Pont        | Helyezés    |
| ---------------- | ----------- | ----- | ----- | ---------- | ---------- | --------- | --------- | ---------- | ---------- | ----- | ----- | --------- | --------- | ------------- | ------------- | -------- | -------- | ------------- | ------------- | ------- | ------- | ----------- | ----------- |
| Zsivoczky Attila | Tízpróba    | 11,32 | 791   | 676 cm     | 757        | 14,35 m   | 750       | 209 cm     | 887        | 49,79 | 824   | feladta   | feladta   | feladta       | feladta       | feladta  | feladta  | feladta       | feladta       | feladta | feladta | feladta     | feladta     |

### Női
| Versenyző      | Versenyszám | Előfutam | Előfutam | Előfutam | Elődöntő | Elődöntő | Elődöntő | Döntő    | Döntő    |
| Versenyző      | Versenyszám | Idő      | Hely.    | Össz.    | Idő      | Hely.    | Össz.    | Idő      | Helyezés |
| -------------- | ----------- | -------- | -------- | -------- | -------- | -------- | -------- | -------- | -------- |
| Varga Judit    | 800 m       | 2:01,47  | 3.       | 14.      | 2:02,20  | 6.       | 20.      | kiesett  | kiesett  |
| Varga Judit    | 1500 m      | 4:11,89  | 8.       | 14.      | 4:06,64  | 8.       | 13.      | kiesett  | kiesett  |
| Kálovics Anikó | 10 000 m    |          |          |          |          |          |          | 32:15,96 | 20.      |
| Staicu Simona  | maraton     |          |          |          |          |          |          | 2:34:51  | 32.      |

| Versenyző       | Versenyszám   | Selejtező | Selejtező | Döntő    | Döntő    |
| Versenyző       | Versenyszám   | Eredmény  | Helyezés  | Eredmény | Helyezés |
| --------------- | ------------- | --------- | --------- | -------- | -------- |
| Szabó Zsuzsanna | Rúdugrás      | 415 cm    | 19.       | kiesett  | kiesett  |
| Vaszi Tünde     | Távolugrás    | 655 cm    | 11.       | 653 cm   | 6.       |
| Divós Katalin   | Kalapácsvetés | 62,58 m   | 27.       | kiesett  | kiesett  |
| Szabó Nikolett  | Gerelyhajítás | 59,84 m   | 9.        | 56,98 m  | 12.      |